# Thomas Bessis
Thomas Bessis (ur. 13 kwietnia 1984 w Paryżu) – francuski brydżysta, World Life Master w kategorii Open (WBF), European Champion w kategoriach Open oraz Juniorów, European Master (EBL).
Oboje jego rodzice (Véronique Bessis i Michel Bessis) oraz starszy brat (Olivier Bessis) są czołowymi francuskimi brydżystami. Stałym partnerem jest jego ojciec, Michel Bessis.
W 2010 roku Thomas Bessis został przez IBPA wybrany osobowością roku.

## Wyniki brydżowe

### Olimpiady
Na olimpiadach uzyskał następujące rezultaty:
| Olimpiady brydżowe. Zawody Indywidualne | Olimpiady brydżowe. Zawody Indywidualne | Olimpiady brydżowe. Zawody Indywidualne | Olimpiady brydżowe. Zawody Indywidualne | Olimpiady brydżowe. Zawody Indywidualne |
| Rok                                     | Miejsce                                 | Zawody                                  | Kategoria                               | Pozycja                                 |
| --------------------------------------- | --------------------------------------- | --------------------------------------- | --------------------------------------- | --------------------------------------- |
| 2008                                    | Pekin                                   | 1. Olimpiada Sportów Umysłowych         | Open                                    | 26                                      |

### Zawody światowe
W światowych zawodach zdobył następujące lokaty:
| Mistrzostwa Świata. Konkurencja teamów | Mistrzostwa Świata. Konkurencja teamów | Mistrzostwa Świata. Konkurencja teamów    | Mistrzostwa Świata. Konkurencja teamów | Mistrzostwa Świata. Konkurencja teamów | Mistrzostwa Świata. Konkurencja teamów |
| Rok                                    | Miejsce                                | Zawody                                    | Kategoria                              | Drużyna                                | Pozycja                                |
| -------------------------------------- | -------------------------------------- | ----------------------------------------- | -------------------------------------- | -------------------------------------- | -------------------------------------- |
| 2010                                   | Filadelfia                             | 13. Seria Mistrzostw Świata               | Open                                   | Pinot Noir                             | 33                                     |
| 2010                                   | Filadelfia                             | 13. Seria Mistrzostw Świata               | Juniorzy                               | France                                 | 2                                      |
| 2007                                   | Szanghaj                               | 38. Mistrzostwa Świata Teamów             | Trans                                  | Zimmermann                             | 1                                      |
| 2006                                   | Bangkok                                | 11. Młodzieżowe Mistrzostwa Świata Teamów | Juniorzy                               | France                                 | 5                                      |
| 2006                                   | Werona                                 | 12. Mistrzostwa Świata                    | Open                                   | Bessis                                 | 33                                     |
| 2005                                   | Estoril                                | 37. Mistrzostwa Świata Teamów             | Trans                                  | Bessis                                 | 32                                     |
| 2005                                   | Sydney                                 | 10. Młodzieżowe Mistrzostwa Świata Teamów | Juniorzy                               | France                                 | 4                                      |
| 2004                                   | Stambuł                                | 2. Puchar Świata Teamów Akademickich      | Open                                   | France                                 | 6                                      |
| 2003                                   | Paryż                                  | 9. Młodzieżowe Mistrzostwa Świata Teamów  | Juniorzy                               | France                                 | 5                                      |
| 2002                                   | Montreal                               | 11. Mistrzostwa Świata                    | Open                                   | Societe General                        | 145                                    |
| 2001                                   | Mangaratiba                            | 8. Młodzieżowe Mistrzostwa Świata Teamów  | Juniorzy                               | France                                 | 10                                     |

| Mistrzostwa Świata. Konkurencja par | Mistrzostwa Świata. Konkurencja par | Mistrzostwa Świata. Konkurencja par   | Mistrzostwa Świata. Konkurencja par | Mistrzostwa Świata. Konkurencja par | Mistrzostwa Świata. Konkurencja par |
| Rok                                 | Miejsce                             | Zawody                                | Kategoria                           | Partner                             | Pozycja                             |
| ----------------------------------- | ----------------------------------- | ------------------------------------- | ----------------------------------- | ----------------------------------- | ----------------------------------- |
| 2010                                | Filadelfia                          | 13. Mistrzostwa Świata                | Miksty                              | Iolanda Riolo                       | 249                                 |
| 2006                                | Pieszczany                          | 6. Młodzieżowe Mistrzostwa Świata Par | Juniorzy                            | Julien Gaviard                      | 10                                  |
| 2006                                | Werona                              | 12. Mistrzostwa Świata                | Open                                | Julien Gaviard                      | 23                                  |
| 2003                                | Tata                                | 5. Młodzieżowe Mistrzostwa Świata Par | Juniorzy                            | Julien Gaviard                      | 19                                  |
| 2001                                | Stargard                            | 4. Mistrzostwa Świata Par Juniorów    | Juniorzy                            | Julien Gaviard                      | 12                                  |
| 1999                                | Nymburk                             | 3. Mistrzostwa Świata Par Juniorów    | Juniorzy                            | Julien Gaviard                      | 83                                  |

### Zawody europejskie
W europejskich zawodach zdobył następujące lokaty:
| Zawody europejskie. Konkurencja teamów | Zawody europejskie. Konkurencja teamów | Zawody europejskie. Konkurencja teamów    | Zawody europejskie. Konkurencja teamów | Zawody europejskie. Konkurencja teamów | Zawody europejskie. Konkurencja teamów |
| Rok                                    | Miejsce                                | Zawody                                    | Kategoria                              | Drużyna                                | Pozycja                                |
| -------------------------------------- | -------------------------------------- | ----------------------------------------- | -------------------------------------- | -------------------------------------- | -------------------------------------- |
| 2012                                   | Dublin                                 | 51. Mistrzostwa Europy Teamów             | Open                                   | France                                 | 11                                     |
| 2011                                   | Poznań                                 | 5. Otwarte Mistrzostwa Europy             | Open                                   | Bessis                                 | 2                                      |
| 2009                                   | Paryż                                  | 8. Puchar Europy                          | Open                                   | NC-France                              | 9                                      |
| 2009                                   | Braszów                                | 22. Młodzieżowe Mistrzostwa Europy Teamów | Juniorzy                               | France                                 | 1                                      |
| 2009                                   | San Remo                               | 4. Otwarte Mistrzostwa Europy             | Miksty                                 | Family Team                            | 17                                     |
| 2009                                   | San Remo                               | 4. Otwarte Mistrzostwa Europy             | Open                                   | Bessis                                 | 33                                     |
| 2007                                   | Wrocław                                | 6. Puchar Europy                          | Open                                   | FNC-France                             | 5                                      |
| 2007                                   | Jesolo                                 | 21. Młodzieżowe Europy Teamów             | Juniorzy                               | France                                 | 7                                      |
| 2007                                   | Antalya                                | 3. Otwarte Mistrzostwa Europy             | Open                                   | Bessis                                 | 1                                      |
| 2005                                   | Riccione                               | 20. Młodzieżowe Mistrzostwa Europy Teamów | Juniorzy                               | France                                 | 3                                      |
| 2005                                   | Teneryfa                               | 2. Otwarte Mistrzostwa Europy             | Open                                   | Bessis                                 | 66                                     |
| 2004                                   | Praga                                  | 19. Młodzieżowe Mistrzostwa Europy Teamów | Juniorzy                               | France                                 | 5                                      |
| 2002                                   | Torquay                                | 18. Młodzieżowe Mistrzostwa Europy Teamów | Juniorzy                               | France                                 | 4                                      |
| 2000                                   | Antalya                                | 17. Młodzieżowe Mistrzostwa Europy Teamów | Młodzież Szkolna                       | France                                 | 3                                      |
| 1998                                   | Wiedeń                                 | 16. Młodzieżowe Mistrzostwa Europy Teamów | Młodzież Szkolna                       | France                                 | 8                                      |

| Zawody europejskie. Konkurencja par | Zawody europejskie. Konkurencja par | Zawody europejskie. Konkurencja par   | Zawody europejskie. Konkurencja par | Zawody europejskie. Konkurencja par | Zawody europejskie. Konkurencja par |
| Rok                                 | Miejsce                             | Zawody                                | Kategoria                           | Partner                             | Pozycja                             |
| ----------------------------------- | ----------------------------------- | ------------------------------------- | ----------------------------------- | ----------------------------------- | ----------------------------------- |
| 2009                                | San Remo                            | 4. Otwarte Mistrzostwa Europy         | Open                                | Michel Bessis                       | 35                                  |
| 2009                                | San Remo                            | 4. Otwarte Mistrzostwa Europy         | Miksty                              | Lea Robert                          | 260                                 |
| 2008                                | Wrocław                             | 9. Młodzieżowe Mistrzostwa Europy Par | Juniorzy                            | Frederic Volcker                    | 1                                   |
| 2007                                | Antalya                             | 3. Otwarte Mistrzostwa Europy         | Miksty                              | Véronique Bessis                    | 16                                  |
| 2007                                | Antalya                             | 3. Otwarte Mistrzostwa Europy         | Open                                | Michel Bessis                       | 29                                  |
| 2005                                | Teneryfa                            | 2. Otwarte Mistrzostwa Europy         | Open                                | Michel Bessis                       | 8                                   |

## Klasyfikacja
- Thomas Bessis – klasyfikacja WBF (ang.)
- Thomas Bessis – klasyfikacja EBL (ang.)